# Анаки
А́наки (англ. Anakie) — маленький город в восточной части австралийского штата Квинсленд. Городок расположен на автомагистрали «Каприкорн» (Capricorn), в 40 километрах западнее Эмералда, центра района Се́нтрал-Хайлендс (Central Highlands). Ближайший крупный город — Рокгемптон (расположен в 290 километрах на востоке).

## Описание
Анаки можно назвать «воротами» небольшого района Джемфилдс (Gemfields — «месторождение драгоценных камней»), знаменитого на всю Австралию как крупнейшее в мире месторождение сапфиров. Кроме голубых (наиболее распространенных) сапфиров, здесь встречаются и жёлтые, и оранжевые, и зелёные камни.
Район уходит на север, на расстояние 20 километров от автомагистрали. Здесь расположены небольшие городки, такие как Сапфир (Sapphire), Рубивейл (Rubyvale) и Уилоу (Willows), в которых живут старатели. Сами местные жители называют свой район просто «месторождение» (The Fields).

## История
Большая часть населения занимается добычей сапфиров, которые впервые были обнаружены в районе в 1876 году (годом ранее здесь бы найдены месторождения циркона). Коммерческая разработка сапфиров началась в 1881 году. К 1884 году до этого региона была доведена железная дорога, а в 1887 году Анаки был объявлен городом (township). В 1902 году местные сапфировые поля были официально объявлены районом горных разработок, пик которых пришёлся на 1907 год. С началом Первой мировой войны добыча сапфиров была прекращена, но сразу же после её окончания разработки были возобновлены. Впоследствии здесь был обнаружен знаменитый сапфир «Чёрная звезда Квинсленда» (Black Star of Queensland) в 1165 карат. В 1970-х годах в районе началась добыча сапфиров в промышленном масштабе.